# Seznam ostrovů Česka
Následující seznam českých ostrovů není úplný a kromě pojmenovaných ostrovů zahrnuje ostrovy větších řek (s rozlohou větší než 1 hektar) směrem po proudu. 

## Rybniční ostrovy
Některé české rybníky jsou známé přítomností pojmenovaných ostrovů, či dokonce vodními zámky (Blatná a Červená Lhota):
| název ostrova       | rybník             | katastr                      | okres             | délka [m] |
| ------------------- | ------------------ | ---------------------------- | ----------------- | --------- |
| zámek Blatná        | Zámecký rybník     | Blatná                       | Strakonice        | 100       |
| zámek Červená Lhota | Zámecký rybník     | Jižná                        | Jindřichův Hradec | 60        |
| Grottův ostrov      | Zámecký rybník     | Lednice na Moravě            | Břeclav           | 400       |
| Myší zámek          | Máchovo jezero     | Doksy u Máchova jezera       | Česká Lípa        | 35        |
| Ostrov Markéta      | rybník Hejtman     | Planá nad Lužnicí            | Tábor             | 370       |
| Kachní ostrov       | Máchovo jezero     | Doksy u Máchova jezera       | Česká Lípa        | 40        |
| Naxos               | rybník Velká Holná | Ratiboř u Jindřichova Hradce | Jindřichův Hradec | 320       |
| Štěpnický ostrov    | Štěpnický rybník   | Telč                         | Jihlava           | 180       |

## Říční ostrovy
Mnoho říčních ostrovů vzniklo s výstavbou mlýnů či při budování vodních cest. Uvedená rozloha ostrovů je pouze přibližná a odpovídá obvyklému průtoku. U nepojmenovaných ostrovů je v seznamu uveden převažující katastr, ve kterém se ostrov nachází (v kulatých závorkách), nebo největší sídlo v území (v dvojitých lomených závorkách). Pokud není uvedena výměra, tak je v závorce přímá délka a nejširší část ostrovního území v kilometrech.

### Berounka
| název (katastr)                     | ř.km  | vodní dílo       | rozloha [ha] | přístupnost |
| ----------------------------------- | ----- | ---------------- | ------------ | ----------- |
| (Bukovec)                           | 134,4 | MVE Bukovec      | 18,7         | ano         |
| Lymberkův ostrov (Bukovec)          |       |                  | 1,6          | ne          |
| (Kříše)                             | 105,4 | jez Darová       | 1,5          | ne          |
| (Hřebečníky/Skryje nad Berounkou)   | 75,1  | jez Čilá         | 5,5          | ano         |
| (Roztoky u Křivoklátu)              | 63,1  | jez Roztoky      | 6,7          | ano         |
| (Beroun)                            | 34,4  | jez Beroun       | 10,5         | ano         |
| Ostrov (Zadní Třebaň)               | 21,6  | jez Zadní Třebaň | 7,7          | ano         |
| Ostrov (Lety u Dobřichovic/Řevnice) | 19    |                  | 1,7          | ne          |
| (Lety u Dobřichovic/Řevnice)        |       |                  | 1,6          | ne          |
| (Řevnice)                           |       |                  | 1,5          | ne          |

### Dyje
| název (katastr)                        | ř.km  | vodní dílo/rameno                      | rozloha [ha] | přístupnost |
| -------------------------------------- | ----- | -------------------------------------- | ------------ | ----------- |
| (Lukov nad Dyjí)                       |       |                                        | 1,3          | ne          |
| (Znojmo-Louka)                         | 130,7 | jez Loucký                             | 1,7          | ano         |
| (Znojmo-Louka)                         | 129,8 | jez Hlaďák, Mlýnský náhon              | 8,1          | ano         |
| (Oblekovice)                           | 128,5 | jez Na Hrázi                           | 57,5         | ano         |
| (Tasovice nad Dyjí)                    | 122,1 | jez Tasovice                           | 7,3          | ano         |
| «Oleksovičky»                          | 117,7 | Stará Dyje (Mlýnská strouha)           | (6x1)        | ano         |
| Ivaňský ostrov (Mušov)                 |       | v.n. Nové Mlýny-střed                  | 0,5          | ne          |
| ostrov s kostelem sv. Linharta (Mušov) |       | v.n. Nové Mlýny-střed                  | 2,4          | ne          |
| Hřbitovní ostrov (Mušov)               |       | v.n. Nové Mlýny-střed                  | 0,3          | ne          |
| (Mušov)                                |       | v.n. Nové Mlýny-střed                  | 3,4          | ne          |
| (Mušov)                                |       | v.n. Nové Mlýny-střed                  | 6,5          | ne          |
| (Dolní Věstonice)                      |       | v.n. Nové Mlýny-střed                  | 8,4          | ne          |
| (Dolní Věstonice)                      |       | v.n. Nové Mlýny-střed                  | 3,9          | ne          |
| (Dolní Věstonice)                      |       | v.n. Nové Mlýny-střed                  | 3,2          | ne          |
| «Lednice»                              |       | Zámecká Dyje, Stará Dyje               | (6x2)        | ano         |
| «Břeclav»                              | 26,7  | odlehčovací rameno Dyje, Mlýnský náhon | (4x1)        | ano         |

### Jihlava
| název (katastr)       | ř.km   | vodní dílo/rameno               | rozloha [ha] | přístupnost |
| --------------------- | ------ | ------------------------------- | ------------ | ----------- |
| (Kostelecký Dvůr)     | 160,2  | jez Kostelec                    | 2,6          | ano         |
| (Dolní Bítovčice)     | 127,8  | jez Bítovčice                   | 1,5          | ano         |
| (Chlum nad Jihlavou)  | 119,8  | jez                             | 2            | ano         |
| (Bransouze)           | 118,5  | jez                             | 1,8          | ne          |
| (Petrovice u Třebíče) | 107,2  | jez u Červeného mlýna           | 4,6          | ano         |
| (Třebíč)              | 100,7  | jez                             | 7            | ano         |
| (Ptáčov)              | 93,6   | jez u Táborského mlýna          | 1,7          | ne          |
| (Kozlany)             |        | VN Dalešice                     | 4,2          | ne          |
| (Dukovany)            | 55,6   | jez                             | 2            | ano         |
| (Alexovice)           | 41,5   | jez Alexovice                   | 10,4         | ano         |
| (Kounické Předměstí)  | 36,1   | jez U Stříbského mlýna          | 2,8          | ano         |
| «Pohořelice»          | 14,8-0 | Mlýnský náhon, Hornoleský náhon | (8x3)        | ano         |

### Jizera
| název (katastr)              | ř.km        | vodní dílo/rameno          | rozloha [ha] | přístupnost |
| ---------------------------- | ----------- | -------------------------- | ------------ | ----------- |
| (Jablonec nad Jizerou)       | 133,2       | jez                        | 1            | ano         |
| (Poniklá)                    | 124,9       |                            | 2,2          | ano         |
| (Háje nad Jizerou)           | 118,4       | jez                        | 6,4          | ano         |
| (Benešov u Semil)            | 109,7       | jez                        | 1,9          | ano         |
| Ostrov (Semily)              | 107,6-105,9 | MVE Semily-Řeky            | 23,2         | ano         |
| (Železný Brod)               | 97,5        | jez Železný Brod           | 15,6         | ano         |
| (Líšný)                      | 94,5        | jez Splzov                 | 10,4         | ano         |
| (Vranové II)                 | 91,2        | jez Malá Skála             | 1,6          | ano         |
| «Turnov»                     | 82,3        | Malá Jizera                | 40,3         | ano         |
| (Turnov)                     | 79,5        | jez Turnov                 | 1,5          | ano         |
| (Přepeře u Turnova)          | 76,4        | jez Přepeře                | 4,4          | ano         |
| (Mnichovo Hradiště)          | 58,6        | jez Hněvousice             | 22,7         | ano         |
| (Mnichovo Hradiště)          |             | MVE Hněvousice             | 1,5          | ano         |
| «Veselá u Mnichova Hradiště» | 53,9        | jez Ptýrov, náhon, Veselka | (1,3x0,5)    | ano         |
| (Mladá Boleslav)             | 39,7        | jez Rožatov                | 1,3          | ano         |
| (Nové Benátky/Kbel)          | 19,7        | jez Benátky nad Jizerou    | 29,8         | ano         |

### Labe
| název (katastr)               | ř.km          | vodní dílo/rameno            | rozloha [ha] | přístupnost |
| ----------------------------- | ------------- | ---------------------------- | ------------ | ----------- |
| (Dolní Branná)                | 1066,4-1065,6 | jez Dolní Branná             | 3,8          | ano         |
| (Kunčice nad Labem)           | 1065,6-1064,4 | jez Kunčiče, Vápenický potok | 5            | ano         |
| (Klášterská Lhota)            | 1061,8-1060,2 | jez Klášterská Lhota         | 22           | ano         |
| (Hostinné)                    | 1056,1-1054,7 | jez                          | 7,5          | ano         |
| «Pardubice»                   | 987,9-947     | Opatovický kanál             | (24,5x8,5)   | ano         |
| (Týnec nad Labem)             | 933-932,3     | zdymadlo Týnec nad Labem     | 5,5          | ano         |
| (Veletov)                     | 929,6-929,2   |                              | 2,9          | ano         |
| (Veletov)                     | 929,8-928,8   | zdymadlo Veletov             | 29           | ano         |
| «Starý Kolín»                 | 929,1-926,2   | Černá struha, Klejnárka      | 196          | ano         |
| Horní ostrov (Kolín)          | 920,8-920,5   | zdymadlo Kolín               | 1,3          | ano         |
| Kmochův ostrov (Kolín)        | 920-919,4     |                              | 5,78         | ano         |
| (Poděbrady)                   | 904,7-904,3   | zdymadlo Poděbrady           | 1,7          | ano         |
| (Kostomlaty nad Labem)        | 887,9-887,4   | zdymadlo Hradištko           | 2,3          | ne          |
| Ostrov (Čelákovice)           | 872,5-872     | zdymadlo Čelákovice          | 4,5          | ano         |
| (Stará Boleslav)              | 865,8-864,6   | zdymadlo Brandýs nad Labem   | 12,5         | ano         |
| Ostrůvek (Brandýs nad Labem)  | 865,2-864,2   | zdymadlo Brandýs nad Labem   | 8            | ano         |
| «Kostelec nad Labem»          | 858-855,7     | Mlýnský potok                | 105          | ano         |
| (Lobkovice)                   | 850,6-850,3   | zdymadlo Lobkovice           | 1,3          | ano         |
| (Lobkovice)                   | 850,6-850,1   | zdymadlo Lobkovice           | 2,1          | ano         |
| (Kly)                         | 844,3-842,9   | zdymadlo Obříství            | 8,9          | ne          |
| (Dolní Beřkovice)             | 832-831,5     |                              | 2,6          | ne          |
| (Dolní Beřkovice)             | 830,8-830,2   | zdymadlo Dolní Beřkovice     | 1,2          | ne          |
| (Račice u Štětí)              | 819,2-818,2   | zdymadlo Štětí               | 1,1          | ne          |
| Ostrov (Roudnice nad Labem)   | 809,9-808,3   | zdymadlo Roudnice nad Labem  | 14           | ne          |
| (Lounky)                      | 805,1-804,7   |                              | 2            | ne          |
| Šán (Libotenice)              | 804,8-803,9   |                              | 6            | ne          |
| (České Kopisty)               | 796,4-794,4   | zdymadlo České Kopisty       | 14           | ano         |
| Střelecký ostrov (Litoměřice) | 793,2-792,2   |                              | 13,5         | ano         |
| Písečný ostrov (Litoměřice)   | 791,9-790,7   |                              | 15           | ano         |
| (Žalhostice)                  | 789,6-788,2   |                              | 22,5         | ano         |
| Havraní ostrov (Lovosice)     | 787,7-786,6   | zdymadlo Lovosice            | 24           | ne          |

### Lužnice
| název (katastr)       | ř.km       | vodní dílo/rameno           | rozloha [ha] | přístupnost |
| --------------------- | ---------- | --------------------------- | ------------ | ----------- |
| (Suchdol nad Lužnicí) | 126,7      | jez Tušť                    | 27,7         | ano         |
| «Třeboň»              | 116,9-77   | Zlatá stoka                 | (27,9x4,5)   | ano         |
| «Veselí nad Lužnicí»  | 108,8-74,5 | Nová řeka, Nežárka, Degárka | (24,5x8)     | ano         |
| (Čeraz)               | 67,2       | jez Čejnov                  | 14           | ne          |
| (Soběslav)            | 62         | jez Špačkův mlýn            | 1,4          | ano         |
| (Planá nad Lužnicí)   | 48         | jez Planá                   | 1            | ano         |
| (Dobronice u Bechyně) | 22         | jez U Papírny               | 1,2          | ano         |

### Morava
| název (katastr)      | ř.km        | vodní dílo/rameno                                                                     | rozloha [ha] | přístupnost |
| -------------------- | ----------- | ------------------------------------------------------------------------------------- | ------------ | ----------- |
| (Velká Morava)       | 342,6       | jez                                                                                   | 6            | ano         |
| (Červený potok)      |             |                                                                                       | 3,7          | ano         |
| «Bohdíkov»           | 320,5-317,8 | Bohdíkovský potok                                                                     | (2x0,2)      | ano         |
| (Olšany nad Moravou) | 313,3-311,9 | jezy Bartoňov, Olšany I                                                               | 16           | ano         |
| «Postřelmov»         | 310,8-300,4 | Hraniční strouha, Chromečský náhon, Postřelmovský potok, Rakovec                      | (9x2,5)      | ano         |
| (Chromeč)            | 307,5       | jez Chromeč                                                                           | 3,2          | ne          |
| (Chromeč/Bludov)     |             |                                                                                       | 10,4         | ano         |
| (Bludov)             | 305,5       | jez Kulíkův splav                                                                     | 11,8         | ano         |
| (Bludov)             |             |                                                                                       | 32,1         | ano         |
| «Leština»            | 299         | Vitošovský náhon, Loučka                                                              | (5x1)        | ano         |
| (Lukavice na Moravě) | 288         | jez Lukavice                                                                          | 5,2          | ano         |
| (Lukavice na Moravě) |             |                                                                                       | 12,1         | ano         |
| (Třeština)           | 283,9       | jez Háj                                                                               | 31,1         | ano         |
| (Třeština)           | 280,7       | jez Třeština                                                                          | 8,2          | ne          |
| (Mohelnice)          | 280-276,5   | jez Mohelnice                                                                         | 53,1         | ano         |
| (Řimice)             | 270,2       | jez Nové Mlýny                                                                        | 10,1         | ano         |
| «Litovel»            | 268-251,5   | Malá voda, Mlýnský potok, Odrážka, Dušní Morava, Nečíz, Muzejní voda, Papírenská voda | (13x1,5)     | ano         |
| «Litovel»            | 265,2       | Zámecká Morava                                                                        | (3x0,3)      | ano         |
| «Olomouc»            | 251,1-233   | Mlýnský potok                                                                         | (12x1,5)     | ano         |
| (Hodolany)           | 233,6       | jez                                                                                   | 3,1          | ano         |
| «Brodek u Přerova»   | 226,3-212   | Morávka – náhon, Průpich                                                              | (12x1,5)     | ano         |
| «Tovačov»            | 221,1-202   | Mlýnský náhon, Steklá, Splavská, Blata                                                | (16x2)       | ano         |
| «Uherské Hradiště»   | 169,7-159,6 | Baťův kanál                                                                           | (8x1,5)      | ano         |
| «Veselí nad Moravou» | 147-135,5   | Nová Morava, Baťův kanál, Struha                                                      | (8,5x2,5)    | ano         |
| «Veselí nad Moravou» | 141,6-136   | Baťův kanál                                                                           | (4,8x0,5)    | ano         |
| (Veselí nad Moravou) | 141,4       | jez Veselí nad Moravou                                                                | 5,4          | ano         |
| «Strážnice»          | 136         | Baťův kanál, Vešky, Velička, Radějovka                                                | (10,6x1,5)   | ano         |
| «Hodonín»            | 115,2       | Stará Morava                                                                          | (3x0,8)      | ano         |
| «Lanžhot»            | 99          | Čtvrtý járek, Kyjovka, Dyje                                                           | (14,3x2)     | ano         |

### Ohře
| název (katastr)                            | ř.km  | vodní dílo/rameno        | rozloha [ha] | přístupnost |
| ------------------------------------------ | ----- | ------------------------ | ------------ | ----------- |
| (Jindřichov u Tršic)                       | 237,4 | jez Jindřichov           | 8,7          | ano         |
| (Vokov u Třebeně)                          |       |                          | 3,1          | ne          |
| (Kynšperk nad Ohří)                        | 219   | jez Kynšperk nad Ohří    | 1,8          | ano         |
| (Kynšperk nad Ohří)                        | 218,6 | jez Kynšperk nad Ohří    | 1,6          | ano         |
| (Sokolov)                                  |       |                          | 2,3          | ne          |
| (Loket)                                    | 191,1 | Dolní jez                | 3,2          | ne          |
| (Loket)                                    |       |                          | 3,3          | ne          |
| (Radošov u Kyselky)                        |       |                          | 1,5          | ne          |
| (Černýš)                                   | 138,4 | jez Černýš               | 5,2          | (ano )      |
| (Mradice)                                  | 74,4  | jez                      | 1,1          | ne          |
| (Vršovice u Loun)                          | 47,8  | jez Vršovice             | 1,5          | ne          |
| Ostrov svatého Klimenta (Brozany nad Ohří) | 13,8  | jez Brozany, jez Doksany | 219          | ano         |
| (Doksany)                                  | 10,3  | jez Doksany              | 19,2         | ano         |
| Oherský ostrov (Terezín)                   |       | jez Terezín, Stará Ohře  | 216          | ano         |

### Sázava
| název (katastr)                           | ř.km  | vodní dílo                              | rozloha [ha] | přístupnost |
| ----------------------------------------- | ----- | --------------------------------------- | ------------ | ----------- |
| (Najdek na Moravě)                        | 202,3 | jez U Mamuta                            | 1,3          | ano         |
| (Sázava u Žďáru nad Sázavou)              | 199,1 | jez Sázava                              | 7,8          | ano         |
| (Ronov nad Sázavou)                       | 188,2 | jez                                     | 5,8          | ano         |
| (Stříbrné Hory u Přibyslavi)              | 176,4 | jez Štukhejlský mlýn                    | 7            | ano         |
| (Perknov)                                 | 160,1 | jez Perknov                             | 12,2         | ano         |
| (Březina nad Sázavou)                     | 111,9 | jez Březina                             | 1,7          | ano         |
| (Střechov nad Sázavou)                    | 92,8  | jez Posadovský mlýn                     | 1,8          | ne          |
| (Český Šternberk)                         | 75,5  | jez Český Šternberk                     | 1,2          | ne          |
| (Sázava)                                  | 56,2  | jez Kavalier                            | 4,5          | ano         |
| Havránka (Sázava)                         |       |                                         | 8            | ano         |
| (Čerčany)                                 | 33,5  | jez Čerčany                             | 1,3          | (ano)       |
| (Týnec nad Sázavou)                       | 15,5  | jez Pěnkava, Krhanický jízek, jez Kaňov | 3,4          | ano         |
| (Kamenný přívoz)                          | 12    | Lesní jez                               | 1,3          | ne          |
| Pikovický ostrov (Hradišťko pod Medníkem) | 3,3   | VN Vrané                                | 1,9          | ne          |

### Svitava
| název (katastr)                          | ř.km      | vodní dílo                        | rozloha [ha] | přístupnost |
| ---------------------------------------- | --------- | --------------------------------- | ------------ | ----------- |
| (Skrchov)                                | 66,7      | jez                               | 1,4          | ano         |
| (Letovice)                               | 63,1      | jez                               | 1,4          | ano         |
| (Letovice)                               |           |                                   | 1            | ano         |
| (Svitávka)                               | 56,2-55,2 | jez                               | 9,5          | ano         |
| (Lhota Rapotina)                         | 49,2-46,7 | jez                               | 74,6         | ano         |
| (Doubravice nad Svitavou)                | 45        | jez                               | 6,9          | ano         |
| (Ráječko/Dolní Lhota)                    | 38,4      | jez                               | 16,3         | ano         |
| Sportovní ostrov Ludvíka Daňka (Blansko) | 35,9      | jez                               | 17,7         | ano         |
| (Bílovice nad Svitavou)                  | 16,2      | jez                               | 1,8          | ano         |
| Cacovický ostrov (Maloměřice)            | 10,1      | jez                               | 14           | ano         |
| (Husovice)                               | 8,8       | jez                               | 3,1          | ano         |
| «Brno»                                   | 6,5-0     | Svitavský náhon, Svitava, Svratka | (6,3x1)      | ano         |

### Svratka
| název (katastr)         | ř.km  | vodní dílo       | rozloha [ha] | přístupnost |
| ----------------------- | ----- | ---------------- | ------------ | ----------- |
| (Sedliště u Jimramova)  | 136,6 | jez              | 23,4         | ano         |
| (Unčín)                 | 128   | jez              | 1,3          | ano         |
| (Dalečín)               | 126,7 | jez              | 5,7          | ano         |
| (Dalečín)               | 125,2 |                  | 6,3          | ano         |
| (Štěpánov nad Svratkou) | 104   | jez              | 4,2          | ne          |
| (Doubravník)            | 91,3  | jez              | 5,9          | ne          |
| (Borač)                 | 84,9  | Boračský potok   | 8            | ano         |
| (Březina u Tišnova)     | 74,5  | jez              | 2,4          | ano         |
| (Březina u Tišnova)     |       |                  | 1,3          | ne          |
| (Veverská Bítýška)      | 69,1  | jez              | 4,2          | ano         |
| (Veverská Bítýška)      | 66    | jez              | 1,1          | ne          |
| «Brno»                  | 40,8  | rameno Svratky   | (1,9x0,7)    | ano         |
| «Rajhrad»               | 35    | Vojkovický náhon | (4,6x0,9)    | ano         |

### Vltava
Pražské ostrovy viz též článek Seznam ostrovů v Praze
| název (katastr)                               | ř.km      | vodní dílo/rameno        | rozloha [ha] | přístupnost |
| --------------------------------------------- | --------- | ------------------------ | ------------ | ----------- |
| Tajvan (Horní Planá)                          |           | VN Lipno                 | 3,5          | ne          |
| Králičí ostrov (VN Lipno) (Lipno nad Vltavou) |           | VN Lipno                 |              | ne          |
| (Vyšší Brod)                                  | 323       | VN Lipno II              | 1,1          | ne          |
| (Herbertov)                                   | 314,9     | Jez Herbertov            | 2,3          | ano         |
| (Český Krumlov)                               | 282,5     |                          | 7,5          | ano         |
| (Boršov nad Vltavou)                          | 250       | jez Zátkův mlýn          | 1            | ne          |
| (Planá u Českých Budějovic)                   | 245,3     | jez Planá                | 20,5         | ano         |
| (Litvínovice)                                 | 243,5     | jez Rožnov               | 18,3         | ano         |
| Sokolský ostrov (České Budějovice 1)          | 240-239,6 | Jiráskův jez             | 8,4          | ano         |
| Ostrov svatého Kiliána (Davle)                | 79,5-79,1 | VN Vrané                 | 3,23         | ne          |
| Veslařský ostrov (Podolí)                     | 57,1-56,3 |                          | 4,2          | ano         |
| Císařská louka (Smíchov)                      | 57,2-55,6 |                          | 12,5         | ano         |
| Petržilkovský ostrov (Smíchov)                | 54,3      |                          |              | ne          |
| Dětský ostrov (Smíchov)                       | 54,3-53,7 | Šítkovský jez            | 1,3          | ano         |
| Slovanský ostrov (Nové Město)                 | 54,1-53,7 | Šítkovský jez            | 2,6          | ano         |
| Střelecký ostrov (Staré Město)                | 53,9-53,4 |                          | 2,8          | ano         |
| Kampa (Malá Strana)                           | 53,5-53   | Čertovka                 | 5,5          | ano         |
| Křižovnický ostrov (Staré Město)              | 53        |                          |              | ne          |
| Štvanice (Holešovice)                         | 51,1-49,9 | Helmovský jez            | 15           | ano         |
| Císařský ostrov (Bubeneč)                     | 45,8-42,9 | zdymadlo Troja           | 66           | ano         |
| (Roztoky u Prahy)                             | 38,1-37,7 |                          | 1,5          | ne          |
| (Klecany)                                     | 37,3-35,8 | zdymadlo Klecany         | 3,2          | ne          |
| (Dolánky)                                     | 27,4-26,6 | zdymadlo Dolany          | 4            | ne          |
| (Dolany nad Vltavou)                          | 24,9-24,4 |                          | 2,6          | ano         |
| Lužecký ostrov (Lužec nad Vltavou)            | 11-0      | Vraňansko-hořínský kanál | 857          | ano         |